# Megagame
MegaGame — российский журнал, посвящённый компьютерным играм. Издавался с 1998 года (первый номер вышел в декабре 1998) по 2001 год.

## Описание
Megagame представлял собой толстый глянцевый журнал с подробными прохождениями игр, в том числе старых игр 1980-х. Среди материалов были обзоры классических игр, игровые комиксы, обзоры и диалоги с читателями. В рецензиях MegaGame отсутствовала традиционная система оценок. Существовал также раздел о «железе» и юмористическая колонка «Три Краеведа». Журнал комплектовался диском, постером и наклейками. На диске, помимо описания игр и видео из них, были Demo-версии нескольких новых игр. 
В отличие от других игровых журналов, Megagame редко ставил на обложку кадры или иллюстрации из игры — чаще всего обложку украшала какая-нибудь смешная фотография, не связанная с играми. Журнал устраивал крупные мероприятия для своих фанатов. Так, в 2000 году журнал устроил оффлайн-праздник в Санкт-Петербурге, на который собралось несколько тысяч человек.
Основным рекламодателем журнала была компьютерная компания «Формоза». Однако рекламы журнал привлекал мало, а стоимость его производства и печати были высокими, что и послужило причиной закрытия. Сотрудники Megagame впоследствии работали в издательстве SUN Publishing до 2008 года.